# 山本起也
山本 起也（やまもと たつや、1966年 - ）は、日本の映画監督、映画プロデューサー、脚本家。静岡県出身。京都芸術大学映画学科教授。

## 経歴・人物
静岡県立静岡高等学校、中央大学法学部政治学科卒業。広告会社を経てドキュメンタリー映画製作を開始。京都芸術大学映画学科で、プロのスタッフと学生が合同で映画を製作するプロジェクト「北白川派」を推進している。
中学生の頃、壁新聞の映画コーナーの担当になったことをきっかけに映画雑誌を読むようになり、次第に映画製作に興味を持つようになる。少年時代影響を受けた作品は『ロッキー2』など。
無名のボクサーたちを6年間密着した長編ドキュメンタリー映画『ジム』（03）、90歳になる実の祖母の「住み慣れた家の取り壊し」を題材にした第2作『ツヒノスミカ』（06）などのドキュメンタリー作品を発表。
『ツヒノスミカ』では、スペインの国際ドキュメンタリー映画祭 PUNTO DE VISTA ジャン・ヴィゴ賞（最優秀監督賞）を受賞。2012年、初の物語映画『カミハテ商店』（出演 高橋惠子、寺島進ほか）を監督。同作は第47回カルロヴィ・ヴァリ国際映画祭でメインコンぺ部門の1本に選ばれる。
2021年に公開された『のさりの島』は、第24回富川国際ファンタスティック映画祭　ワールドファンタスティックブルー部門を受賞する。

## 作品一覧

### 監督作品
- 『ジム』（2003年）
- 『ツヒノスミカ』(2006年)
- 『カミハテ商店』(2012年)
- 『のさりの島』(2021年)

### 脚本
- 『黄金花　秘すれば花　死すれば蝶』(2009年)

### プロデュース
- 『映画監督って何だ!』(2006年)
- 『MADE IN JAPAN 〜こらッ!〜』（2011年）
- 『彌勒　MIROKU』（2013年）
- 『正しく生きる』（2015年）
- 『嵐電』（2019年）

### その他参加作品
- 木村威夫 31歳の挑戦 『黄金花　-秘すれば花　死すれば蝶-』メイキング(2009年、編集・構成)
- 『赤い玉、』（2015年、助監督）

### 受賞歴
- スペイン 国際ドキュメンタリー映画祭 PUNTO DE VISTA  ジャン・ヴィゴ賞（最優秀監督賞） - 『ツヒノスミカ』(2006年)[1]
- 第47回カルロヴィ・ヴァリ国際映画祭 メインコンぺ部門 -  『カミハテ商店』(2012年)[1]
- 第24回富川国際ファンタスティック映画祭　ワールドファンタスティックブルー部門　NETPAC Award Special Mention - 『のさりの島』(2021年)[3]